# High Wycombe
High Wycombe (até 1911: Chepping Wycombe ou Chipping Wycombe) é uma cidade mercantil do condado de Buckinghamshire, na Inglaterra. Situada no vale do rio Wye, cercada pelas colinas de Chiltern, fica a 47 km a oeste-noroeste de Charing Cross em Londres, 21 km a sul-sudeste de Aylesbury, 37 km a sudeste de Oxford, 24 km a nordeste de Reading e 13 km ao norte de Maidenhead.
De acordo com o censo do Reino Unido de 2021, a área construída de High Wycombe tem uma população de 127 856 habitantes, tornando-a a maior cidade do condado cerimonial de Buckinghamshire. A área urbana de High Wycombe, a conurbação da qual a cidade é o maior componente, tem uma população de 140 684. High Wycombe é principalmente uma área não paroquiada. Parte da área urbana constitui a freguesia de Chepping Wycombe, que tinha uma população de 14 455 de acordo com o censo de 2001 – esta paróquia representa a parte da antiga paróquia de Chepping Wycombe, que ficava fora do antigo burgo municipal de Wycombe. Existe um mercado realizado na High Street desde pelo menos a Idade Média. Atualmente, o mercado é realizado às terças, sextas e sábados.
A cidade é uma combinação de área industrial e comercial, com ênfase na produção de móveis.

## História

### História antiga

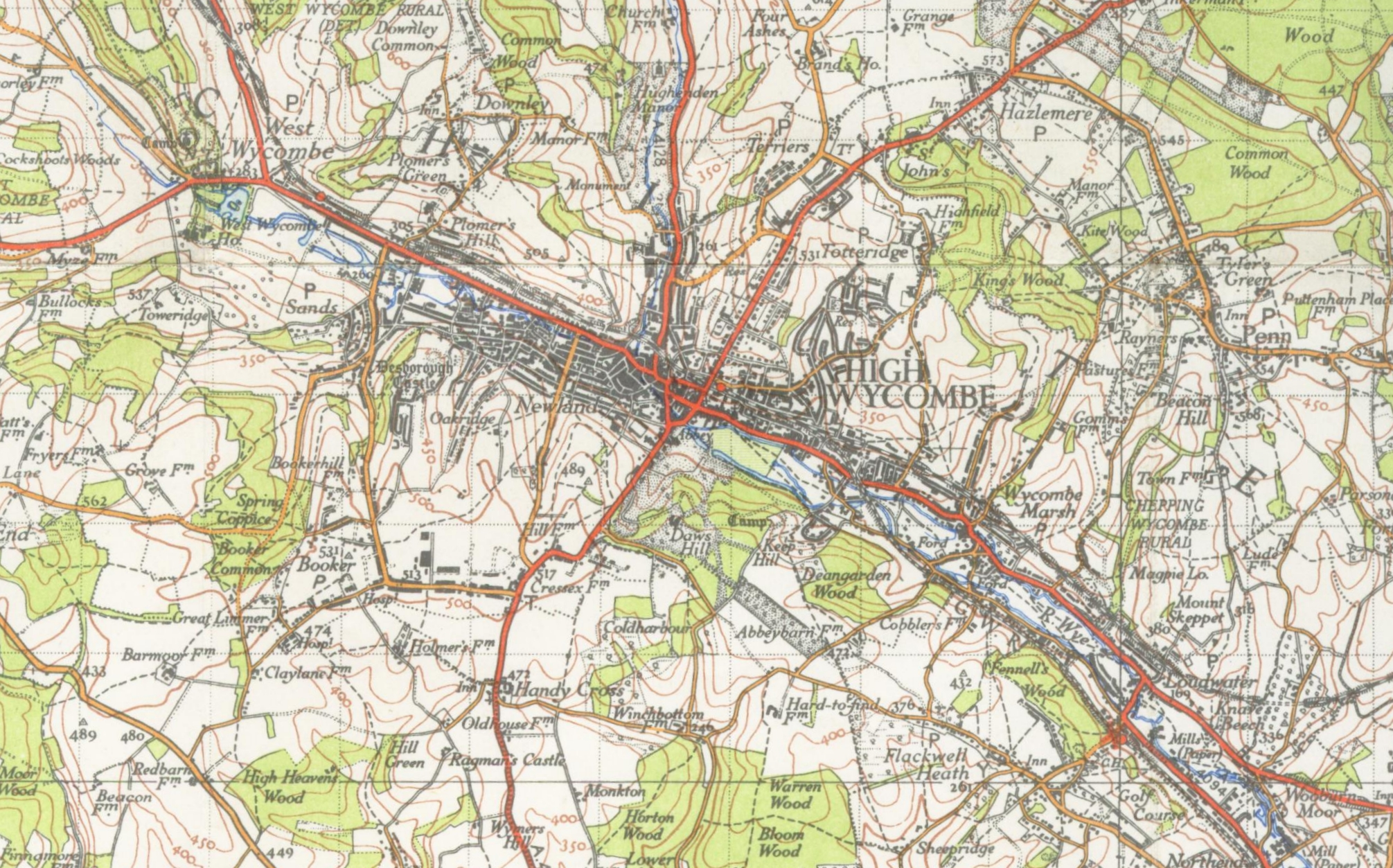
Um mapa de High Wycombe de 1945

A cidade já contou com uma villa romana (construída entre 150 e 170 dC), que foi escavada três vezes, mais recentemente em 1954. Mosaicos e uma casa de banhos foram desenterrados no local, onde hoje é o parque Rye. O nome Wycombe parece vir do rio Wye e da antiga palavra inglesa para um vale arborizado, combe, mas de acordo com o Dicionário Inglês Oxford de Nomes de Lugares, o nome, que foi registrado pela primeira vez em 799–802 como Wichama, é mais provável, que seja o inglês antigo wic e o plural do inglês antigo ham, e provavelmente significa “moradias”; o nome do rio era uma formação posterior tardia. Wycombe aparece no Domesday Book de 1086 e era conhecido por ter seis moinhos.
A existência de um assentamento em High Wycombe foi documentada pela primeira vez como Wicumun em 970. A igreja paroquial foi consagrada por Vulstano, o bispo visitante de Worcester, em 1086. A cidade foi descrita como um bairro desde pelo menos a década de 1180 e construída seu primeiro salão de assembléia em 1226, com um mercado municipal sendo construído mais tarde em 1476.
O censo de 1841 informa, que a população naquele ano era de 3184 habitantes.

### Desenvolvimento comercial e industrial
High Wycombe permaneceu uma cidade industrial durante os tempos medievais e a época Tudor, fabricando rendas e tecidos de linho. Foi também um ponto de paragem no caminho de Oxford para Londres, com muitos viajantes a hospedarem-se nas tabernas e estalagens da cidade.
A indústria do papel foi notável nos séculos XVII e XVIII em High Wycombe. As águas do Wye eram ricas em giz e, portanto, ideais para o branqueamento de celulose. A indústria de papel logo foi ultrapassada pela indústria de tecidos.
A indústria de móveis mais famosa de Wycombe (principalmente as cadeiras Windsor) surgiu no século 19, com fábricas de móveis instaladas em toda a cidade. Muitas casas geminadas de trabalhadores foram construídas a leste e a oeste da cidade para acomodar os que trabalhavam nas fábricas de móveis. Em 1875, estimava-se que 4700 cadeiras eram feitas por dia em High Wycombe. Quando a Rainha Vitória visitou a cidade em 1877, o conselho organizou um arco de cadeiras para ser erguido sobre a High Street, com as palavras “Viva a Rainha” impressas em negrito no arco para a Rainha passar por baixo. O Museu de Wycombe inclui muitos exemplos de cadeiras feitas localmente e informações sobre as indústrias locais de móveis e rendas.
A população da cidade cresceu de 13 000 residentes em 1881 para 29 000 em 1928. Wycombe foi totalmente dominada social e economicamente pela indústria moveleira.

### Século XX

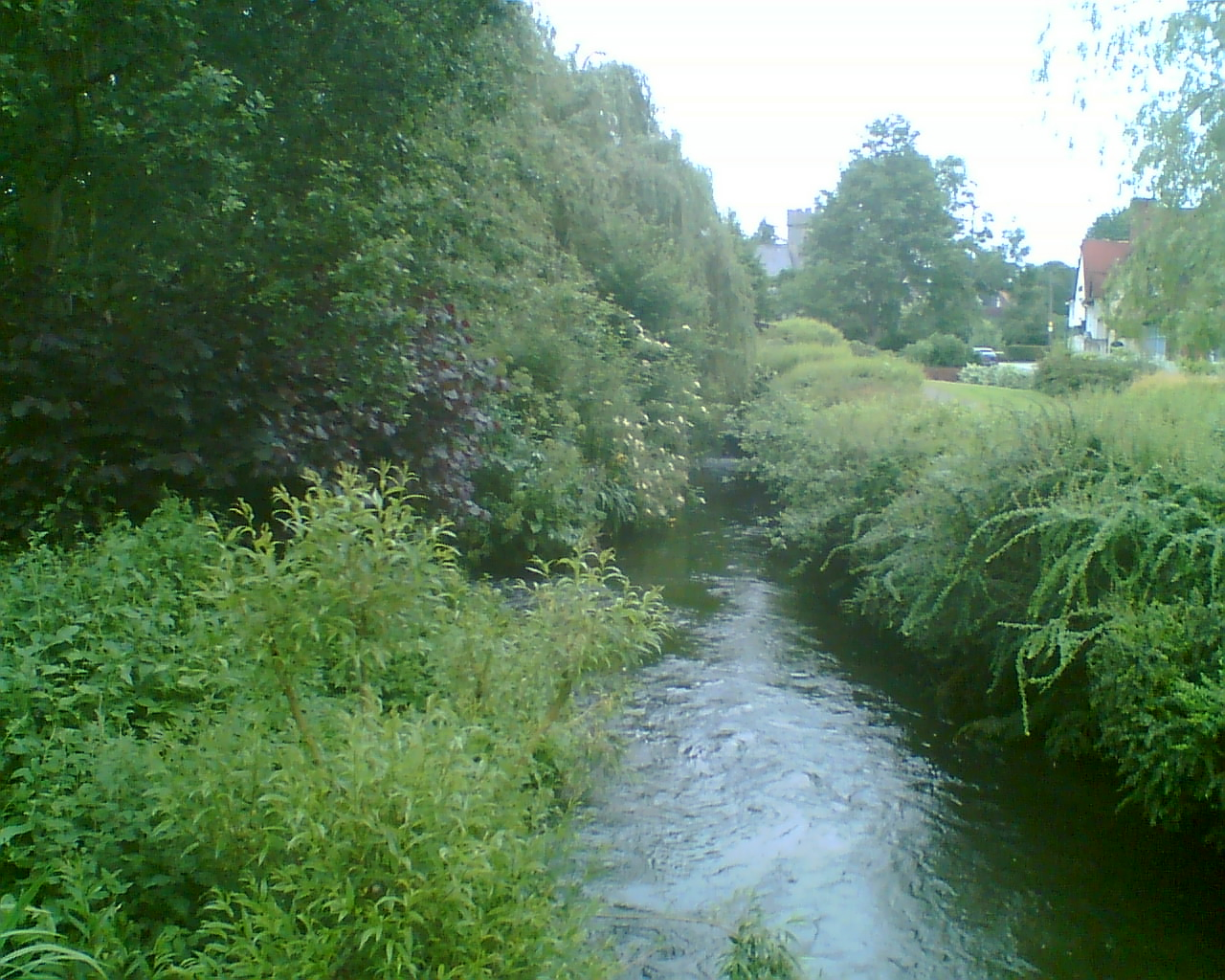
Rio Wye perto da propriedade industrial de Wooburn

Na década de 1920, muitas das áreas residenciais de Wycombe haviam se transformado em favelas. Um esquema de limpeza de favelas foi iniciado pelo conselho em 1932, por meio do qual muitas áreas foram completamente demolidas e os residentes realojados em novas propriedades, que se espalhavam acima da cidade nas encostas do vale. Alguns dos bairros demolidos eram verdadeiramente decrépitos, como Newland, onde a maioria das casas foram condenadas como impróprias para habitação humana. No entanto, algumas áreas, como a St. Mary's Street, continham belos edifícios antigos com belos exemplos da arquitetura dos séculos XVIII e XIX.

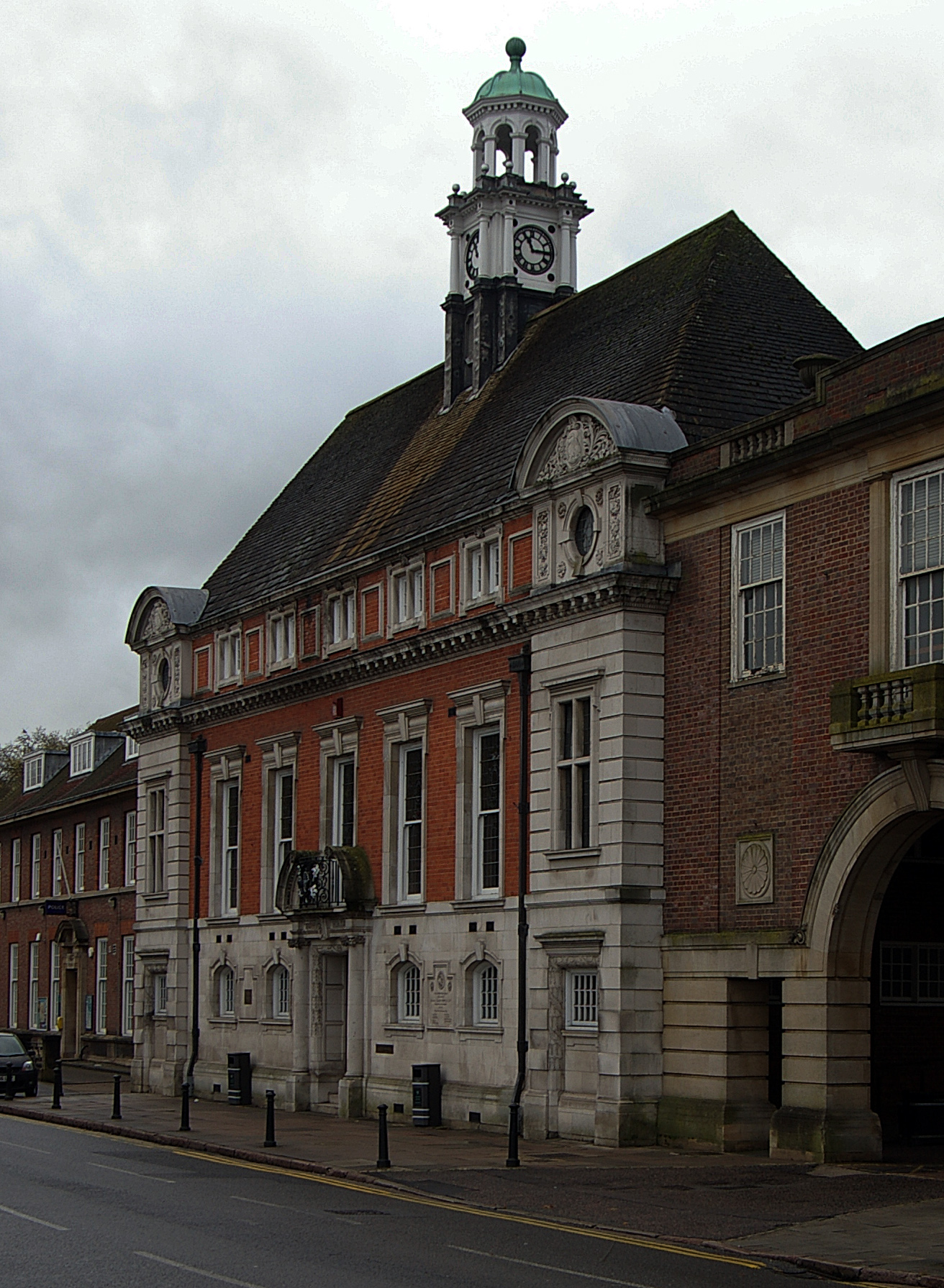
Os antigos paços do concelho de 1904, agora parte do complexo de teatro Wycombe Swan.

De 1940 a 1968, High Wycombe foi a sede do Comando de Bombardeiros da Força Aérea Real Britânica. Além disso, durante a Segunda Guerra Mundial, de maio de 1942 a julho de 1945, o 8.º Comando de Bombardeiros da Forças Aéreas do Exército dos EUA, codinome “Pinetree”, baseava-se em uma antiga escola para meninas em High Wycombe. Este tornou-se formalmente Sede, 8.ª Força Aérea, em 22 de fevereiro de 1944.
Na década de 1960, o centro da cidade foi reconstruído. Isso envolveu a canalização do rio Wye sob concreto e a demolição da maioria dos prédios antigos no centro da cidade de Wycombe. Dois centros comerciais foram construídos juntamente com muitos novos parques de estacionamento de vários andares, edifícios de escritórios, passagens superiores e rotatórias.

### Moderna High Wycombe
High Wycombe compreende uma série de subúrbios, incluindo Booker, Bowerdean, Castlefield, Cressex, Daws Hill, Green Street, Holmers Farm, Micklefield, Sands, Terriers, Totteridge, Downley e Wycombe Marsh, bem como algumas aldeias próximas: Hazlemere e Tylers Green. Áreas específicas nos subúrbios de Castlefield, Micklefield, Terriers e Totteridge têm altos níveis de privação em comparação com o resto da área urbana.
Embora situado no condado de Buckinghamshire, que é uma das partes mais ricas do país, Wycombe contém algumas áreas consideravelmente carentes. Em 2007, uma pesquisa da GMB Union classificou o distrito de Wycombe como o 4º mais sujo do sudeste e o 26º mais sujo de todo o Reino Unido. A pesquisa encontrou lixo em 28,5 % das ruas e rodovias. Os dados para a pesquisa foram retirados da Comissão de Auditoria de 2005/06 do Governo.
A cidade passou por uma grande reforma, incluindo o desenvolvimento do centro comercial existente, a conclusão do Eden Shopping Centre e a reforma da Universidade Nova de Buckinghamshire com uma grande vila estudantil e um novo prédio na Queen Alexandra road.
Esses desenvolvimentos levaram à construção de blocos de apartamentos maiores, um hotel multimilionário no centro e uma loja Sainsbury's na Oxford road, próximo ao centro comercial Eden e à estação rodoviária.

## Demografia

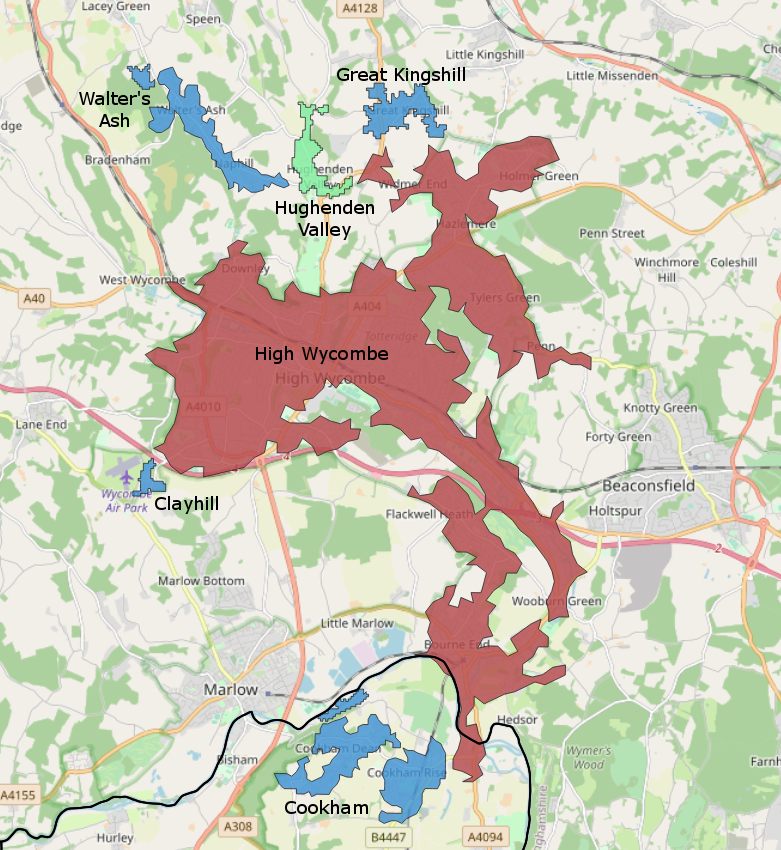
Mapa da área construída de High Wycombe com subdivisões e limites da autoridade local

O número da população de High Wycombe difere de acordo com as diferentes definições da área da cidade. Para a cidade, que não inclui seus subúrbios, foi de 77 178. No entanto, Hazlemere agora é considerado parte de Wycombe, o que torna a população da cidade de High Wycombe 92 300. A área urbana de High Wycombe (a cidade com alguns assentamentos vizinhos) tinha uma população de 133 204. Este é um aumento de 13% desde a população de 118 229 habitantes em 2001.
| Lugar                      | População (censo de 2001) | População (censo de 2011) |
| Bourne End/Flackwell Heath | 12,795                    |                           |
| Cookham                    | 5,304                     | 5,108                     |
| Great Kingshill            | 2,452                     | 1,761                     |
| Hazlemere/Tylers Green     | 20,500                    |                           |
| High Wycombe               | 77,178                    | 120,256                   |
| Walters Ash                |                           | 3,853                     |
| Hughenden Valley           |                           | 1,915                     |
| TOTAL                      | 118,229                   | 133,204                   |

Notas:
- Hughenden Valley e Walters Ash eram áreas urbanas separadas no censo de 2001.
- A Walters Ash subdivisão inclui a aldeia de Naphill.

De acordo com o censo de 2011, o eleitorado parlamentar de Wycombe é composto por aproximadamente 108 000 pessoas. Os britânicos brancos compreendiam 67,2% da população do eleitorado. O próximo maior grupo no distrito eleitoral eram os paquistaneses, que compreendiam 11,8% da população. 52,3% da população era cristã, 24% não tinha religião e 13,4% era muçulmana. Wycombe é o lar da maior população de vicentinos no Reino Unido.
65,7% do eleitorado possuía casa própria ou com hipoteca. 14,6% eram locatários sociais e 17% eram locatários particulares. 15,8% das famílias do distrito não possuíam automóvel.

## Governança

### Círculo eleitoral parlamentar
A história política de Wycombe remonta a 1295. O distrito eleitoral de Wycombe elege continuamente membros conservadores do Parlamento desde 1951.
High Wycombe abriga dois primeiros ministros:
- William Petty, 2.º conde de Shelburne, que morava no que hoje é a Abadia de Wycombe e era um deputado da cidade.
- Benjamin Disraeli, que morava nas proximidades de Hughenden Manor, foi derrotado como candidato radical à cadeira três vezes na década de 1830, mas venceu a eleição em 1868 e 1874-1876 como conservador. Disraeli fez seu primeiro discurso político em Wycombe, do pórtico sobre a porta do Red Lion Hotel na 9-10 High Street.[19]

High Wycombe também estava no eleitorado representado por John Hampden (1594-1643), um importante deputado e comandante parlamentar, que foi morto em ação durante as Guerras dos Três Reinos.
A cidade é atualmente representada pelo deputado conservador Steve Baker. Ele foi presidente do eurocético Grupo de pesquisa europeu e foi ministro júnior no Departamento de saída da União Europeia de 2017 a 2018.
Em julho de 2018, Baker renunciou ao lado do secretário do Brexit David Davis e do secretário de relações exteriore Boris Johnson em oposição ao plano de Checkers proposto pela primeira-ministra Theresa May.

### Governo local

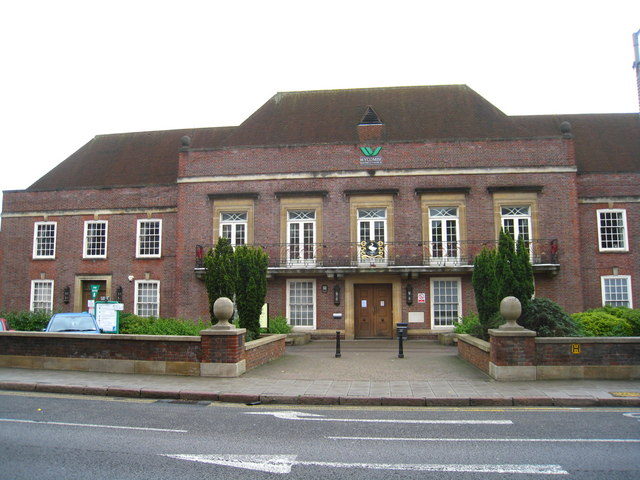
Escritórios Municipais, Queen Victoria Road, abertos em 1932

Desde 2020, houve apenas um nível de governo local cobrindo High Wycombe, sendo a autoridade unitária do Conselho de Buckinghamshire. Não há paróquia ou conselho municipal em High Wycombe, que é uma área sem paróquia desde 1974, quando o antigo Conselho municipal de High Wycombe foi abolido. Em vez de um conselho municipal, os conselheiros eleitos para o Conselho de Buckinghamshire para representar a área não paroquial de High Wycombe também atuam como curadores da outorga, reunindo-se para escolher o prefeito da cidade.
A antiga paróquia de Chepping Wycombe cobria tanto a cidade de High Wycombe quanto uma grande área rural ao seu redor. Para distingui-lo da paróquia vizinha de West Wycombe, a paróquia foi historicamente conhecida como East Wycombe, Great Wycombe, High Wycombe, Much Wiccomb, Chipping, Chipping Wycombe ou Chepping Wycombe. A última versão acabou se tornando o nome oficial da paróquia, apesar da própria cidade ser mais conhecida como High Wycombe. A cidade não parece ter sido um burgo na época do Domesday Book em 1086, mas estava sendo descrita como um burgo na década de 1180. Nas décadas de 1220 e 1230 houve disputas com o lorde da mansão, Alan Basset, quanto à extensão da independência da cidade. Essas disputas foram resolvidas em favor da cidade, com seus direitos do burgo sendo confirmados em 1237. As cartas confirmando que o status da cidade foram posteriormente emitidas em várias ocasiões. Como parte da reforma geral dos burgos antigos em todo o país sob a Lei das corporações municipais de 1835, a cidade tornou-se um burgo municipal em 1 de janeiro de 1836, sob o nome de Chepping Wycombe.
O burgo cobria apenas a área construída da cidade, e não toda a paróquia. O conselho do burgo era, portanto, responsável pelos elementos seculares do governo local dentro de sua área, enquanto a conselho paroquial de Chepping Wycombe era responsável por assuntos seculares na parte da paróquia fora do burgo, enquanto era responsável por assuntos eclesiásticos em toda a paróquia, incluindo o burgo. Em 1866, sob a Lei de emenda à Lei dos pobres de 1866, a antiga paróquia de Chepping Wycombe foi dividida em duas paróquias civis: uma chamada Wycombe ou Wycombe Borough (Burgo de Wycombe), que cobria a área do distrito municipal de Chepping Wycombe, e outra paróquia, que manteve o nome Chepping Wycombe, que cobria as partes rurais da antiga paróquia fora do burgo.
Naquela época, a área urbana estava começando a se expandir além dos limites do antigo burgo para a recém-separada paróquia de Chepping Wycombe, particularmente na área de Wycombe Marsh. Para lidar com a crescente urbanização em sua área, a paróquia de Chepping Wycombe foi declarada um distrito do governo local em 1868, governado por um conselho local. A situação foi parcialmente simplificada em 1880, quando o conselho local foi abolido e os limites do burgo foram estendidos para cobrir as partes mais urbanizadas da paróquia de Chepping Wycombe. Os limites da paróquia não foram alterados ao mesmo tempo para corresponder, tornando o Câmara municipal de Chepping Wycombe responsável por toda a área da paróquia de Wycombe e parte da área da paróquia de Chepping Wycombe.
Quando os conselhos paroquiais e distritais foram estabelecidos sob a Lei do governo local de 1894, foi estipulado que as paróquias não podiam ultrapassar os limites do distrito. A paróquia de Chepping Wycombe foi, portanto, dividida novamente em dezembro de 1894, com a parte dentro do burgo se tornando Chepping Wycombe Urban e a parte fora se tornando Chepping Wycombe Rural. Chepping Wycombe Rural foi colocado no distrito rural de Wycombe, enquanto o burgo municipal de Chepping Wycombe cobria as duas paróquias de Wycombe e Chepping Wycombe Urban. As duas paróquias do distrito se fundiram em 30 de setembro de 1896 para formar uma única paróquia chamada High Wycombe, embora o nome oficial do conselho do burgo, que governou essa paróquia tenha permanecido “Câmara municipal de Chepping Wycombe” até 1º de agosto de 1946, quando mudou seu nome para “Câmara municipal de High Wycombe” (High Wycombe Borough Council). A paróquia rural de Chepping Wycombe mudou seu nome para paróquia de Chepping Wycombe em 1949.
De 1757 a 1932, o conselho do burgo se reuniu no Guildhall (Salão das guildas). O conselho construiu os paços do concelho na Queen Victoria Road em 1904 como um salão de reuniões público e local de entretenimento, com a intenção de ampliá-lo posteriormente para servir também como escritórios do conselho e local de reunião, mas a extensão nunca foi construída. Em vez disso, o conselho construiu os escritórios municipais na Queen Victoria Road em 1932, que então funcionaram como seu ponto de encontro e escritórios até a abolição do conselho em 1974.
De 1974 a 2020, High Wycombe fez parte do distrito de Wycombe, com seu conselho baseado nos escritórios municipais do antigo conselho municipal (renomeados Escritórios do conselho distrital) na Queen Victoria Road. Após nova reorganização do governo local em 2020, o distrito de Wycombe foi abolido para se tornar parte do Conselho de Buckinghamshire.

### Pesagem do prefeito
Cerimônia realizada na vila desde 1678 envolve a pesagem do prefeito. No início e no final de cada ano de serviço, o prefeito é pesado à vista do público para ver se ganhou peso ou não, presumivelmente às custas dos contribuintes. O costume, que sobreviveu até os dias atuais, emprega o mesmo aparelho de pesagem usado desde o século XIX. Quando o resultado é conhecido, o pregoeiro anuncia “E nada mais!” se o prefeito não engordou ou “E mais um pouco!” se eles tiverem. Seu peso real não é declarado.

## Educação
Buckinghamshire é um dos poucos condados, que ainda possui um sistema educacional seletivo baseado no antigo sistema tripartite. Os alunos do último ano da escola primária fazem o que é comumente conhecido como o exame 11+. Sua pontuação neste exame determina se eles são aceitos em uma escola de gramática ou secundária moderna.

### Escolas primárias
Escolas primárias da área de captação em High Wycombe:
- Escola combinada de Ash Hill (Ash Hill Combined School)
- Escola júnior de Beechview (Beechview Junior School)
- Escola combinada de Booker Hill (Booker Hill Combined School)
- Escola combinada de Castlefield (Castlefield Combined School)
- Escola combinada de Chepping View (Chepping View Combined School)
- Academia Hamilton (Hamilton Academy)
- Escola Hannah Ball (Hannah Ball School)
- Escola e jardim de infância combinados de Highworth (Highworth Combined School & Nursery)
- Escola combinada da Igreja anglicana de High Wycombe (High Wycombe Church of England Combined School)
- Escola combinada de Kings Wood (Kings Wood Combined School)
- Escola infantil de Marsh (Marsh Infants School)
- Escola combinada de Millbrook (Millbrook Combined School)
- Escola combinada de Oakridge (Oakridge Combined School)
- Escola católica de São Miguel (St Michael's Catholic School, escola primária e secundária combinadas)
- Escola combinada e centro infantil de Disraeli (The Disraeli Combined School and Children's Centre)

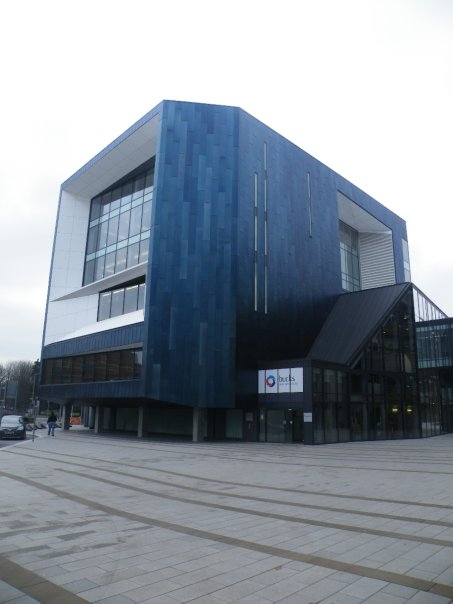
Gateway Building, Universidade Nova de Buckinghamshire.

- Escola combinada de West Wycombe (West Wycombe Combined School)

### Escolas secundárias
- Escola comunitária de Cressex (Cressex Community School)
- Academia Highcrest (Highcrest Academy)
- Escola de gramática John Hampden (John Hampden Grammar School)
- Escola católica de São Miguel (St Michael's Catholic School, escola primária e secundária combinadas)
- Escola real de gramática (Royal Grammar School)
- Escola superior de Wycombe (Wycombe High School)
- Escola Sir William Ramsay (Sir William Ramsay School)
- Escola secundária de Holmer Green (Holmer Green Senior School)

### Escolas independentes
- Escola Crown House (Crown House School)
- Escola preparatória de Godstowe (Godstowe Preparatory School)
- Escola Pipers Corner (Pipers Corner School)
- Escola da Abadia de Wycombe (Wycombe Abbey School)
- Escola preparatória de Wycombe (Wycombe Preparatory School)

### Ensino complementar e superior
O Buckinghamshire College Group (Grupo de faculdades de Buckinghamshire) é uma faculdade de educação continuada localizada perto de High Wycombe em Flackwell Heath, com campi também em Aylesbury e Amersham. High Wycombe é o lar do campus principal da Universidade Nova de Buckinghamshire. Ele está localizado no centro da cidade, no antigo local do Colégio de arte e tecnologia de High Wycombe (High Wycombe College of Art and Technology). Recebeu sua carta universitária no verão de 2007.

## Cobertura da mídia
High Wycombe tem sido destaque na mídia nacional britânica nos últimos anos por uma série de razões diferentes, incluindo a cobertura sazonal da recusa da biblioteca local em exibir um pôster de canções de Natal e outras histórias, como o tiroteio triplo de três jovens asiáticos; um tumulto de pequena escala entre famílias rivais e gangues, em que facas, postes de metal e um machado foram usados enquanto um atirador disparava balas; e o tiroteio e assassinato de Natasha Derby à queima-roupa no meio de uma movimentada pista de dança em um local no centro da cidade.
A cidade apareceu na mídia nacional e internacional, depois que ataques antiterroristas foram realizados em toda a cidade em 10 de agosto de 2006 como parte do plano de aeronaves transatlânticas de 2006. Cinco prisões foram feitas em três casas diferentes nas áreas de Totteridge e Micklefield. Um pequeno número de casas em High Wycombe foi evacuado em Walton Drive, o que se acredita ser porque uma das casas invadidas continha produtos químicos líquidos perigosos.
Foi ordenada uma zona de exclusão aérea de cinco quilômetros sobre a cidade. Outros ataques e prisões também foram feitos na zona oriental de Londres e em Birmingham.
King's Wood, ao norte da cidade, foi isolado por quatro meses para ser revistado pela polícia, e muitos itens suspeitos foram supostamente encontrados, incluindo explosivos, detonadores, armas e fitas do ódio. Outros bosques na área de Booker e a autoestrada M40 em High Wycombe, bem como bosques próximos, também estavam sob observação. Oficiais de explosivos foram chamados para a rodovia, assim como oficiais forenses. Uma faixa da rodovia foi interditada por precaução.
Em 21 de dezembro de 2009, uma forte nevasca atingiu a cidade, paralisando sua rede viária (principalmente em colinas íngremes) e causando grandes transtornos, que impediram os serviços por várias semanas. Funcionários e clientes da loja de departamentos John Lewis ficaram presos durante a noite, levando a reportagens nacionais e entrevistas da GMTV e outras estações de rádio na manhã de 22 de dezembro.

## Indústria
Wycombe já foi conhecido pela fabricação de cadeiras (o time de futebol da cidade é apelidado de Chairboys, ou seja, “meninos das cadeiras”) e o design de móveis continua sendo um elemento importante do currículo universitário da cidade, a Universidade Nova de Buckinghamshire. Entre as empresas de móveis mais conhecidas estavam Ercol e E Gomme. O rio Wye atravessa o vale, onde as faias foram cortadas pela indústria de cadeiras para formar o centro da cidade (cerca de 1700), com casas ao longo das encostas (algumas áreas ainda cercadas por bosques). A cidade também abrigava a impressora de selos postais e papel-moeda de todo o mundo Harrison and Sons. As indústrias mais recentes da cidade incluem a produção de papel, instrumentos de precisão, roupas e plásticos. Muitos deles estão situados em uma área industrial do distrito de Cressex, a sudoeste do centro da cidade. Os dois maiores sites pertencem às empresas Swan (papéis de tabaco, filtros e fósforos) e Verco (mobiliário de escritório), que até 2004 patrocinavam o time de futebol local Wycombe Wanderers.
O passado industrial de Wycombe se reflete no lema da cidade Industria ditat, “A indústria enriquece”. O lema pode ser encontrado no brasão da cidade e no distintivo do cargo de prefeito.

## Cidades gêmeas
High Wycombe é geminada com:
- Kelkheim, Alemanha